# Тихонка (приток Ира)
Тихонка — река в России, протекает по Котельничскому району Кировской области. Устье реки находится в 12 км по левому берегу реки Ир. Длина реки составляет 11 км.
Исток реки в заболоченном лесу в урочище Долгораменье в 43 км к юго-западу от Котельнича. Река течёт на юго-запад по заболоченному лесному массиву. Впадает в Ир севернее деревни Большое Григорьево.

## Данные водного реестра
По данным государственного водного реестра России относится к Камскому бассейновому округу, водохозяйственный участок реки — Вятка от города Котельнич до водомерного поста посёлка городского типа Аркуль, речной подбассейн реки — Вятка. Речной бассейн реки — Кама.
Код объекта в государственном водном реестре — 10010300412111100036788.